# Леда Баттісті
Леда Баттісті (італ. Leda Battisti; нар. 24 лютого 1971, Поджо-Бустоне, Італія) — італійська співачка та авторка пісень.

## Біографія
Навчалась у Рієтській консерваторії, де вивчала класичну гітару. 1992 року виграла шоу Піппо Баудо «Partita doppia».
Співпрацювала з Моголом та Оттмаром Лібертом, а 1998 року стала відомою широкому загалу завдяки пісні «Come l'acqua al deserto». Того ж року виконала дубляж героя «Лакі» з мультфільму «Лакі та Зорба». Також записала пісню «Non sono un gatto», яка стала частиною саундтреку до стрічки.
1999 року взяла участь у Фестивалі Санремо з піснею «Un fiume in piena». Там стала третьою серед «Новачків» та отримала Нагороду критиків. 2006 року відбиралась на шоу Music Farm. 2007 року повернулась на фестиваль Санремо, цього разу в категорію «Великі артисти», де виконала пісню «Senza me ti pentirai». 2012 року в співпраці з Лучіо Далла написала саундтрек до мультфільму «Піноккіо».

## Дискографія

### Альбоми
- 1998 — Leda Battisti
- 2000 — Passionaria
- 2006 — Tu, l'amore e il sesso